# Kleine wimperzwam
De kleine wimperzwam (Scutellinia minutella) is een schimmel uit de familie Pyronemataceae. Hij leeft saprotroof op vochtige of langzaam opdrogende zand- of leembodems, vooral kalere, iets verrijkte plekjes van recent verplaatste of weggespoelde grond, langs modderige paden, tractorsporen enz.

## Kenmerken
Kenmerkend voor deze soort zijn:
- Vruchtlichamen (apothecia): rood tot roodbruin 0,5–4 mm in diameter
- Randharen: 100-300 lang, 14-22 μm dik, 1-3 septaat, wanddikte 1,8-3,8
- Sporen: 13,5-17 x 8-10 μm, Q-waarde 1,45-1,75, met wratjes en korte lijntjes die tot een gedeeltelijk netwerk kunnen vervloeien. Met melkzuur laat het episporium los.
- Asci: 170-220 x 10–14 μm geleidelijk smaller wordend naar een korte, basis.
- Parafysen: 2.0–3.0 μm breed en 7–9 μm aan de top

## Verspreiding
In Nederland komt de kleine wimperzwam zeer zeldzaam voor. 